# Лесичарка
Лесичарка (болг. Лесичарка) — село в Болгарии. Находится в Габровской области, входит в общину Габрово. Население составляет 88 человек.

## Политическая ситуация
В кметстве села Лесичарка должность кмета (старосты) исполняет Веселина Бонева Димова (инициативный комитет) по результатам выборов.
Кмет (мэр) общины Габрово — Томислав Пейков Дончев (Граждане за европейское развитие Болгарии (ГЕРБ)) по результатам выборов в правление общины.

## Известные уроженцы
- Гиргинова, Стефана Цонева